# أيزو 3166-2:CK

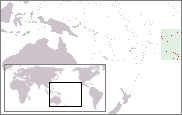

أيزو 31166-2:CK هو الجزء المخصص لجزر كوك في أيزو 3166-2، وهو جزء من معيار أيزو 3166 الذي نشرته المنظمة الدولية للتوحيد القياسي (أيزو)، والذي يُعرف رموز لأسماء التقسيمات الرئيسية (مثل الأقاليم، الجهات، المقاطعات أو الولايات) من جميع البلدان في ترميز أيزو 3166-1.
حاليا لم يتم تحديد رمز أيزو 3166-2 لجزر كوك، حيث لا يوجد فيها تقسيمات محددة. وتعين رمز أيزو 3166-1 حرفي-2 CK لجزر كوك.

## وصلات خارجية
- المنظمة الدولية للتوحيد القياسي أيزو 3166-2:CK